# Opua (Nouvelle-Zélande)

La ville de Opua est une localité de la Baie des Îles, dans la zone subtropicale de la région du Northland de la Nouvelle-Zélande.

## Situation
Elle est connue comme le premier port pour les yachts de haute mer arrivant dans le pays après avoir traversé l’Océan Pacifique.
La ville de Paihia est à proximité et le petit village de Te Haumi sont situés entre les deux.

## Nom
Sur le plan initial de la ville en date de 1870, elle était appelée Newport.

## Population
La population de 'Opua West' et de 'Opua East' comportait ensemble 612 habitants lors du recensement de 2006 en Nouvelle-Zélande, en augmentation de 60 résidents par rapport à 2001.

## Activité touristique
Le ferry, qui traverse la Baie des îles, est le principal accès du tourisme de la ville de Russell, passe entre la ville d’Opua et celle d’Okiato.
Opua est le port de Nouvelle-Zélande le plus au nord pour les bateaux provenant d’outre-mer, C’est donc une zone d’accueil habituelle pour le Ministère de l’Agriculture et de la Pèche (MAF) pour les nouveaux arrivants.
C’est aussi une destination réputée pour les bateaux de croisière, compte tenu son  ancrage possible en eaux profondes et des nombreuses facilités pour les voyagistes, comprenant 250 couchages au niveau de la Marina d’Opua, d’’Ashby's Boatyard’ et du ‘Opua Cruising Club’.

## Le chemin de fer
La ligne de chemin de fer, de la branche d'Opua (en), parfois considérée comme une partie de la ligne nord d'Auckland (en), desservait autrefois la ville. La première liaison par rail entre la ville d’Opua et celle de Kawakawa, ouvrit le 7 avril 1884. Quand la ‘North Auckland Line’ fut terminée en 1925, un train express nommé le Northland Express (en) desservait directement 'Opua' 3 fois par semaine à partir d’Auckland. En novembre 1956, Il fut remplacé par un service d’autorail de la classe RM (en) avec des 88 places (en), mais ce service se terminait à l’autre terminus nord, qui est  situé au niveau  de la ville d’Okaihau sur la  branche d'Okaihau (en). Les passagers pour Opua devaient donc remprunter un train mixte, qui transportait du fret aussi bien que des passagers ; ces trains cessèrent de fonctionner le 18 juin 1976 quand la ligne devint une ligne de fret exclusif. Comme l’utilisation d’Opua comme port de commerce déclinait, le trafic du fret par le rail diminua aussi et fut interrompu en 1985.
La ligne fut alors cédée à l’association de la ligne historique de la baie des îles (en), qui assura un service touristique entre Opua et Kawakawa jusqu’en 2001, quand la autorité de sécurite des transports sur terre (en) retira la licence de fonctionnement de la ligne. Une partie de la ligne à l’intérieur d’Opua est maintenant un terrain privé, et des travaux de restauration sont en cours avec le chemin de fer historique, débutés en 2006,dont la moitié du projet a été réalisé au début de 2010.

## Éducation
L’école primaire locale 'Opua School' est une école primaire mixte pour les enfants allant de l'année 1 à 8 avec un taux de décile de 7 et un effectif de 105 élèves. L’école fut créée en 1886. Elle était ouverte et facilement accessible aux enfants des familles d’outre-mer, qui faisaient escale dans la Baie pour des semaines ou des mois à cette époque, ce qui en faisait une école internationale de renom pour cette petite communauté.

## Liens Externes
- (en) Opua Info
- (en) Opua map
- (en) Okaihau School website
- (en) Opua Marina website
- (en) Opua Cruising Club website
- (en) RoadRunner Tavern DutyFree

- New Zealand Gazetteer